# Perry’s Victory and International Peace Memorial
Das Perry’s Victory and International Peace Memorial erinnert an die Schlacht auf dem Eriesee, in der Commodore Oliver Hazard Perry die größte Seeschlacht des Britisch-Amerikanischen Krieges gewann. Das Denkmal feiert außerdem den andauernden Frieden zwischen Großbritannien, Kanada und den Vereinigten Staaten.
Das 107 m hohe Monument – die mächtigste Dorische Säule der Welt – wurde von 1912 bis 1915 in Put-in-Bay, Ohio, durch eine multi-nationale Kommission errichtet, um „die Lehren des internationalen Friedens durch Vermittlung und Abrüstung einzuprägen.“ Unter dem Steinboden des Monuments liegen die Überreste von drei amerikanischen und drei englischen Offizieren. Es gehört zu den größten Denkmälern in den Vereinigten Staaten (das Gateway Arch, das San Jacinto Monument und das Washington Monument sind größer). Im Jahr 1915 waren die Bauarbeiten im Wesentlichen abgeschlossen, Finanzierungsprobleme verhinderten jedoch die ordnungsgemäße Vollendung der Gedenkstätte. Im Jahr 1919 übernahm die Regierung der Vereinigten Staaten die Kontrolle über das Denkmal und stellte weitere finanzielle Mittel zur Verfügung. Die offizielle Einweihung wurde am 31. Juli 1931 gefeiert. 2002 wurde für 2,4 Mio. USD ein neues Besucherzentrum errichtet. Die Gedenkstätte wird jährlich von 200.000 Menschen besucht.

## Verwaltungsgeschichte
Das Monument wurde von Franklin D. Roosevelt am 2. Juni 1936 als Perry’s Victory National Monument gegründet; zum National Memorial umgewidmet und umbenannt am 26. Oktober 1972. Wie alle historischen Objekte, die durch den National Park Service verwaltet werden, wurde das Denkmal am 15. Oktober 1966 in das National Register of Historic Places aufgenommen. Es ist das einzige Friedensdenkmal des National Park Service.

## Bauliche Probleme

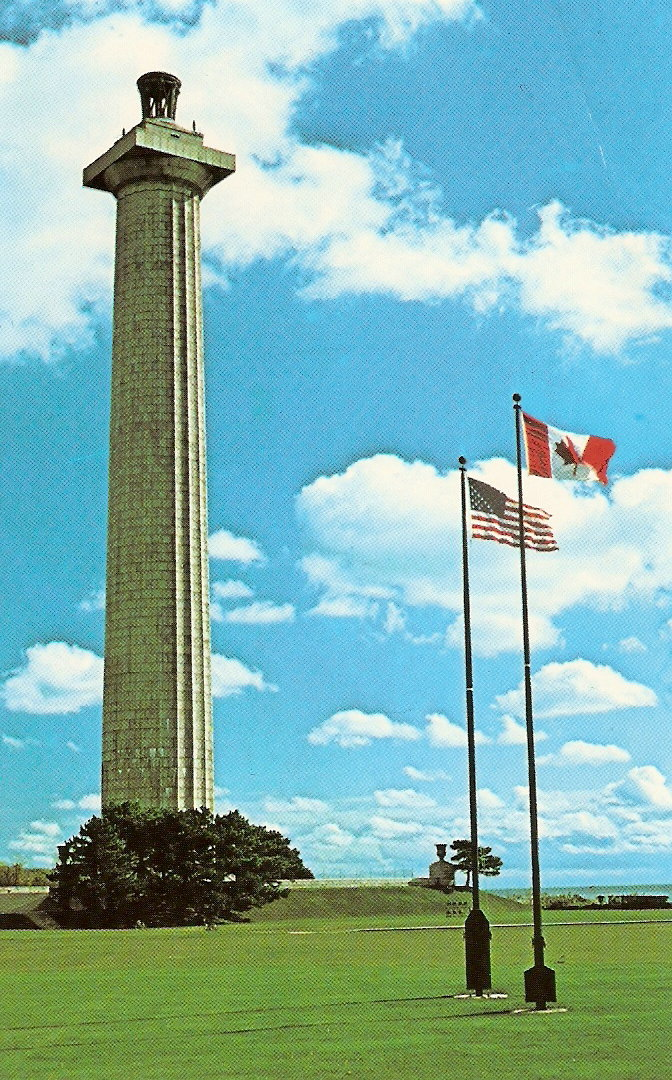
Die Säule

Das Denkmal wurde im Sommer 2006 geschlossen, nachdem im Juni ein 230 kg schweres Granitstück von der südöstlichen Seite der Aussichtsplattform abbrach und 96 Meter tiefer einen Krater in den Platz schlug. Niemand wurde dabei verletzt. Nachdem eine strukturelle Begutachtung das Denkmal als sicher für die Besucher einstufte, wurde es am 26. August 2006 wieder geöffnet, jedoch mit einem Zaun um die Säule. 
Ab 30. September 2009 wurde die Gedenkstätte für zwei Jahre geschlossen. In drei Phasen wurden dann die Aussichtsplattform, die Säule und abschließend der Eingang und die Rotunde überarbeitet. Die Kosten wurden auf 7 Mio. USD geschätzt.
Am 12. Juli 2012 wurde das Monument wiedereröffnet. Im Sommer 2017 erfolgten erneut Reparatur- und Reinigungsmaßnahmen.

## Navigationshilfe
Obwohl es kein klassischer Leuchtturm ist, wird das Monument von der US Coast Guard als „Perry Memorial Monument Light“ mit der Kennung Iso W 6s (Gleichtaktfeuer Weiß 6 Sekunden) geführt. Auch in andere Leuchtturmverzeichnisse wurde es aufgenommen.